# Program erfurcki

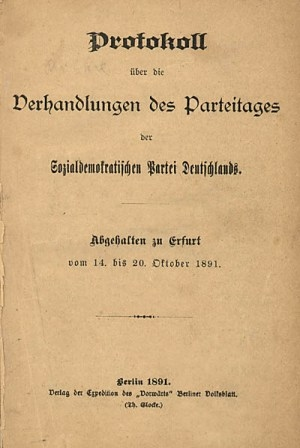
Okładka programu erfurckiego

Program erfurcki (niem. Erfurter Programm) był dokumentem przyjętym przez Socjaldemokratyczną Partię Niemiec w czasie kongresu SPD w Erfurcie, który miał miejsce w dniach 14–20 października 1891 roku. W pracach nad jego utworzeniem główne role odegrali m.in. August Bebel, Eduard Bernstein i Karl Kautsky. Program erfurcki był kontynuacją wcześniejszego programu gotajskiego z 1875 roku.

## Treść
Dokument obwieścił nieuchronną śmierć kapitalizmu i konieczność uspołecznienia środków produkcji. Partia zamierzała osiągnąć te cele w drodze legalnej politycznej działalności, a nie aktywnością rewolucyjną. Kautsky twierdził, iż skoro ze względu na swą naturę, kapitalizm musi upaść, socjaliści muszą niezwłocznie przystąpić do pracy nad poprawą warunków życiowych robotników, a nie urządzać rewolucję.
Program opowiadał się także za wprowadzeniem 8-godzinnego dnia pracy i powszechnego prawa wyborczego.
Karl Kautsky napisał także oficjalny komentarz SPD do programu, który został zatytułowany Walka klas. Uproszczony marksizm opisany w Walce klas, nazywany jest czasem „marksizmem zwulgaryzowanym” lub „marksizmem Drugiej Międzynarodówki”. Popularne interpretacje marksizmu zamieszczone w pracach Kautsky’ego i Bebela zostały rozpowszechnione w Europie pomiędzy późnymi latami XIX wieku a 1914 rokiem, szerzej nawet niż pisma samego Marksa. Walka klas została przetłumaczona na 16 języków przed 1914 rokiem i stała się popularnym streszczeniem teorii marksistowskiej.

## Literatura
- Kautsky Karl, Das Erfurter Programm, Stuttgart 1920
- Sassoon Donald, One Hundred Years of Socialism, New York 1996